# Liste der Kreisstraßen in Pforzheim
Diese Liste enthält die Kreisstraßen im baden-württembergischen Stadtkreis Pforzheim.

## Abkürzungen
- K: Kreisstraße
- L: Landesstraße

## Liste
Die Kreisstraßen behalten die ihnen zugewiesene Nummer nicht bei einem Wechsel in einen anderen Stadt- oder Landkreis. Nicht vorhandene bzw. nicht nachgewiesene Kreisstraßen sind kursiv gekennzeichnet, ebenso Straßen und Straßenabschnitte, die unabhängig vom Grund (Herabstufung zu einer Gemeindestraße oder Höherstufung) keine Kreisstraßen mehr sind.
Der Straßenverlauf wird in der Regel von Nord nach Süd und von West nach Ost angegeben.
| Nr.    | Verlauf                                                                                                   |
| ------ | --- |
| K 9800 | L 1135 – Tiefenbronner Straße – Stadtgrenze – (K 4566 im Enzkreis)                                        |
| K 9801 | (K 4500 im Enzkreis) – Stadtgrenze – Nieferner Sträßchen – L 1135                                         |
| K 9802 | (K 4525 im Enzkreis) – Stadtgrenze – Kieselbronner Straße – Lochäckerstraße –                             |
| K 9803 | (K 4539 im Enzkreis) – Stadtgrenze – Arlingerstraße –                                                     |
| K 9804 | L 574 – Unterreichenbacher Straße – Stadtgrenze – (K 4557 im Enzkreis)                                    |
| K 9805 | L 574 – Würmstraße – Würmer Hauptstraße – Arkbrücke – L 572                                               |
| K 9806 | L 572 – Pforzheimer Straße – Stadtgrenze – (K 4564 im Enzkreis)                                           |
| K 9807 | (K 4528 im Enzkreis) – Julius-Heydegger-Straße – Stadtgrenze – K 9808                                     |
| K 9808 | (K 4573 im Enzkreis) – Stadtgrenze – Gartenstadt – Hauptstraße – K 9807 – Hauptstraße – Eutinger Straße – |